# جان جاك غوسو
جان جاك غوسو (بالفرنسية: Jean-Jacques Gosso)‏ (مواليد 15 مارس 1983 في أبيجان - ساحل العاج) لاعب كرة قدم عاجي يلعب حاليا لصالح نادي الدرجة الأولى موناكو الفرنسي منذ 2008 في مركز الوسط المدافع .

## روابط خارجية
- جان جاك غوسو على موقع الاتحاد الدولي (مؤرشف)  (الإنجليزية)
- جان جاك غوسو على موقع اتحاد تركيا (لاعب) (الإنجليزية)
- جان جاك غوسو على موقع قاعدة بيانات كرة القدم.إي يو (الإنجليزية)
- جان جاك غوسو على موقع ليكيب (الفرنسية)
- جان جاك غوسو على موقع ناشيونال فوتبول تيمز (الإنجليزية)
- جان جاك غوسو على موقع Soccerway.com (الإنجليزية)
- جان جاك غوسو على موقع عالم كرة القدم.نت (الإنجليزية)
- جان جاك غوسو على موقع كووورة
- جان جاك غوسو على موقع AS.com (الإسبانية)